# Nesmělý Casanova
Čím zrají muži aneb Nesmělý Casanova (op. 27, hráno jako Čím zrají muži aneb Nesmělý Kasanova nebo jen pod názvem Nesmělý Casanova/Nesmělý Kasanova) je opera buffa o jednom dějství českého skladatele Václava Felixe na libreto spisovatele Zbyška Malého.
Poprvé ji uvedlo 13. prosince 1967 Operní studio AMU v Divadle DISK v Praze. Později ji nastudovalo Státní divadlo Ostrava (premiéra 31. ledna 1976, v jednom večeru s Labutí písní Jiřího Pauera a Dvakrát Alexandr Bohuslava Martinů), Komorní opera brněnské JAMU (premiéra 4. května 1980, v kombinaci s Letní nocí Rudolfa Kubína)  a opět Operní studio pražské AMU (premiéra 14. dubna 1989, v kombinaci s Hlasem lesa Bohuslava Martinů).

## Osoby a první obsazení
| osoba                    | hlasový obor | premiéra (13. prosince 1967)         |
| ------------------------ | ------------ | ------------------------------------ |
| Josef Kasanova           | baryton      | Josef Průdek / Jaromír Vavruška      |
| domovnice                | alt          | Marie Jakoubková / Jana Molhancová   |
| první sousedka           | soprán       | Hedvika Wysocká / Š. Peterová        |
| druhá sousedka           | mezzosoprán  | Jana Gronychová / J. Rousková        |
| Alena                    | soprán       | Helena Buldrová / A. Čihánková       |
| Faidra                   | mezzosoprán  | Jana Dušková                         |
| Lyrička                  | soprán       | Š. Peterová / Jana Vaňková           |
| Romantička               | soprán       | Jana Gronychová / Stanislava Marková |
| Marion                   | soprán       | Jana Ficková / Jana Jonášová         |
| Dívka Ču                 | soprán       | Jana Čechová / Jana Jonášová         |
| Dirigent: Antonín Kühnel |              |                                      |
| Režie: Josef Průdek      |              |                                      |
| Scéna: Albert Pražák     |              |                                      |

## Instrumentace
Dvě flétny, hoboj, dva klarinety, dva fagoty, dva lesní rohy, dvě trubky, dva pozouny, tuba, tympány, bicí souprava, xylofon, harfa, cembalo (klavír), smyčcové nástroje (housle, violy, violoncella, kontrabasy).